# Woodlake
Woodlake – miasto w Stanach Zjednoczonych, w stanie Kalifornia, w hrabstwie Tulare.